# 标准零点

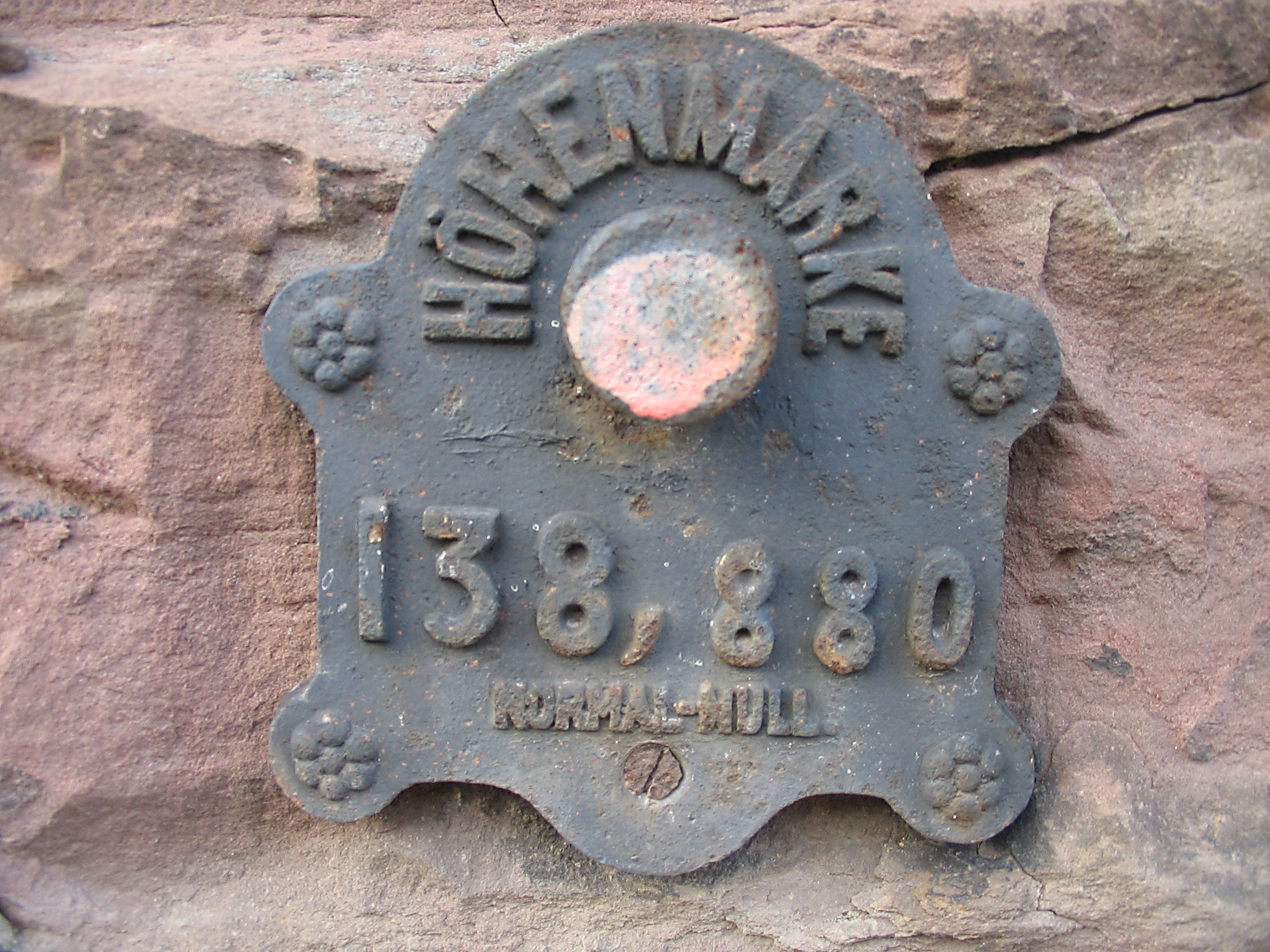
用标准零点来标示海拔的标志

标准零点（德語： 或 ，缩写为N. N. 或 NN）是德国于1879年至1992年间采用的高程基准，已由标准高程零点（德語：Normalhöhennull，简称NHN）取代。使用该参考系统时高程标记为“xxx Meter über Normalnull”（标准零点以上xxx米），简记“xxx m ü. NN”。